# Cistella (bàsquet)

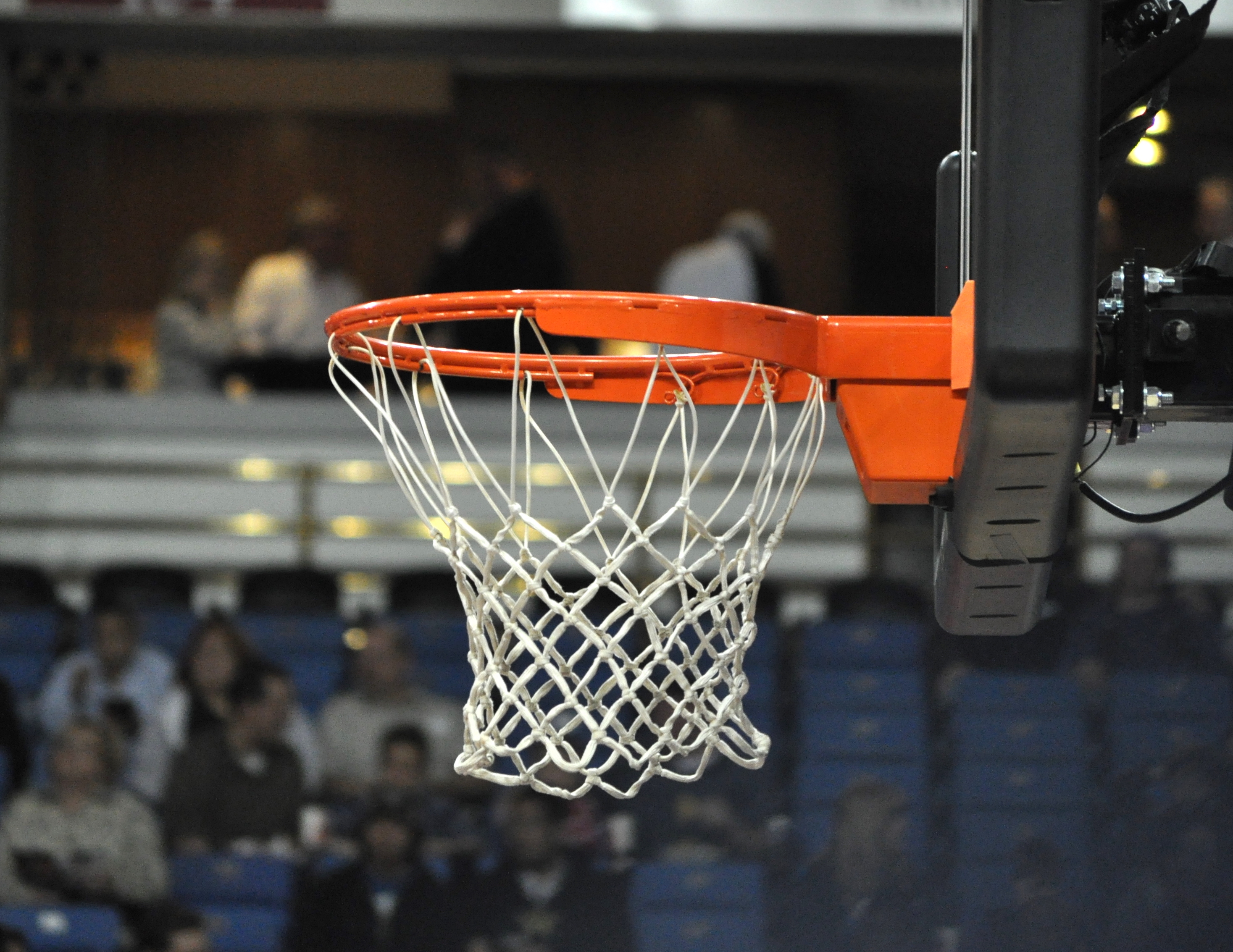
Cercle metàl·lic professional típic (esquerra) amb tauler (dreta) en una cistella de bàsquet.

Una cistella de bàsquet és un element clau en el bàsquet, que consta de la vora i la xarxa. Penja del tauler. La primera cistella va ser una cistella amb forma de pera instal·lada per James Naismith. Amb el temps es va decidir tallar la part inferior de la cistella i, finalment, la cistella es va substituir per la vora metàl·lica i la xarxa. Per fer punts en el bàsquet cal que la pilota passi per la cistella.